# ألان وايلد
ألان وايلد (بالإنجليزية: Allan Wild)‏ هو مهندس معماري نيوزيلندي، ولد في 20 فبراير 1927 في فيلدلينغ ‏ في نيوزيلندا، وتوفي في 11 فبراير 2019 في أوكلاند في نيوزيلندا.